# Delphinium bulleyanum
Delphinium bulleyanum là một loài thực vật có hoa trong họ Mao lương. Loài này được Forrest ex Diels mô tả khoa học đầu tiên năm 1912.